# Backlash: kriget mot kvinnorna
Backlash: kriget mot kvinnorna (Backlash: The Undeclared War Against American Women) är en feministisk bok av Susan Faludi publicerad första gången 1991 i USA. I boken presenterar Faludi bevis på att media driver en kampanj för att motarbeta framstegen som den amerikanska feministrörelsen gjorde under 1970-talet. En så kallad backlash.
Faludi argumenterar att motreaktionens strategi är att "skylla på offret" genom att föreslå att det är feminismen som ligger bakom många av de problem som det hävdades att kvinnor led av under 1980-talet. Hon argumenterar också att många av dessa problem var påhittade och konstruerade av media och saknar trovärdiga bevis. 
1991 vann boken National Book Critics Circle Awards pris för bästa facklitteratur.
Boken publicerades på svenska 1992 översatt av Ylva Stålmarck. Förordet i den svenska utgåvan är skriven av Maria-Pia Boëthius.

## Bakgrund
I en intervju med C-SPAN berättade Faludi att hon inspirerades att skriva boken efter att ha undersökt statistiken bakom en förstasidesnyhet från Newsweek om en studie från Yale-Harvard som beskrev hur dystra äktenskapschanserna var för ensamstående, högutbildade karriärkvinnor. Statistiken var felaktig och reflekterade inte verkligheten. Faludi bestämde sig för att undersöka andra sensationella nyheter om kvinnor som publicerades av media. Hon spekulerar att boken blev så uppmärksammad av media eftersom tidningsanställda kvinnor som hade relegerats till att skriva för konst- och kulturdelarna var frustrerade över diskriminering och tyckte att boken diskuterade problemet och hjälpte till att ge boken uppmärksamhet tidigt.

## Synopsis

### Inledning
(Kapitel 1) Det finns två övergripande budskap från media gällande feminismens kamp för kvinnors rättigheter sedan 1980-talet: att kampen för jämlikhet är över och vunnen, och nu när kvinnor är jämlika så är de olyckligare än någonsin. Faludi argumenterar att kvinnor inte är jämlika och att det finns ett motstånd som försöker att stoppa och vrida tillbaka klockan gällande kvinnors rättigheter som tidigare feminister kämpat hårt för att uppnå. Media har hjälp till att skapa en backlash genom att rapportera statistiskt otillförlitliga idéer om hur feminism påverkar kvinnor negativt och därmed uppmuntrat kvinnor att förkasta de rättigheter som feminismen redan har uppnått och ge upp kampen för äkta jämlikhet. Rapporter om ”mansbrist”, ”infertilitetsepidimin”, ”kvinnlig utbrändhet” och ”dåliga daghem” är inte kvinnors verklighet utan är en falsk bild som målas upp av media, populärkulturen och reklambranschen.

### Del 1
(Kapitel 2 och 3) Den här delen av boken beskriver ogrundad statistik som formar basen för många myter om hur kvinnor är mer olyckliga nu. Faludi presenterar motbevis mot flera av medias myter: att det finns en brist på potentiella makar för kvinnor, att nya skilsmässolagar påverkar kvinnors privatekonomi negativt, att yrkesarbetande kvinnor och karriärkvinnor i allt högre grad är infertila och lider oftare av psykiska sjukdomar än kvinnor som inte arbetar, och att kvinnor som förlitar sig på daghem utsätter sina barn för permanenta akademiska, sociala och känslomässiga skador. Faludi visar att inget av detta är sant. Faludi blickar tillbaka till tidigare motreaktioner mot kvinnorörelsen under USA:s historia: den viktorianska eran, början av 1900-talet och genom 1940-1970-talet. Hon visar hur medierapporteringen genom tiderna alltid hävdar att feminism påverkar kvinnor negativt och har samma fokus på att avskaffa kvinnors rättigheter. Faludi citerar Ann Douglas, "The progress of women's rights in our culture, unlike other types of 'progress', has always been strangely reversible." (sid. 46) 

### Del 2
(Kapitel 4, 5, 6, 7 och 8) Den här delen av boken beskriver hur media levererar en backlash genom att rapportera om ”trender”: bevis på att det existerar en backlash mot feminism genom att visa hur kvinnor skildras i Hollywoodfilmer på 1980-talet; motreaktionen på TV i hur kvinnors roller förändrades; hur modebranschens fokus förändrades från kontorskläder på 1970-talet till obekväma underkläder på 1980-talet; och den tonvikt som skönhetsindustrin lägger på konstgjord skönhet och uppmuntrar kvinnor att genomgå plastikkirurgi.
Susan Faludi beskriver ”trendjournalistik” under 1980-talet där nyhetsartiklar fick auktoritet genom upprepning istället för att baseras på fakta. Rapporter om trender så som ”den nya kvinnligheten” och ”den nya moralen” hävdades vara baserad på fakta utan att presentera bevis på detta. Trendnyheter motsade varandra, och drev en politisk agenda genom att antyda att kvinnors upplevelser inte hade någonting att göra med rådande politiskt klimat eller sociala påtryckningar.
Boken beskriver också hur bilden av kvinnor förändrades på film från 1970-talets självständiga singelkvinnor till förkroppsligandet av den antifeministiska trenden i den hämndlystna och skrämmande skildringen av en ensamstående karriärkvinna i 1980-talsfilmen Farlig förbindelse.
Trots att trenden inte var lika extrem som i Hollywood så tonade även TV ned den starka självständiga kvinnan som visades på 1970-talet i The Mary Tyler Moore Show och The Bionic Woman.  På 80-talet återvände Mary Tyler Moore till TV-rutan som en utbränd, frånskild karriärkvinna i den kortlivade serien Mary. Den populära TV-serien Cagney och Lacey lades ned eftersom kvinnorna i serien ansågs vara alltför aggressiva, högljudda och saknade värme. Enligt Faludi exemplifieras en ”god” kvinnlig karaktär av Hope i Livet runt trettio, den änglalika hemmafrun som avundades av hennes karriärlystna väninnor.
Faludi beskriver hur skönhets- och modeindustrins kläder baseras på små flickor med fokus på rysch, pysch och feminisering. Enligt Faludi handlar det om en motreaktion från modeindustrin mot de alltmer självständiga shoppingvanorna bland kvinnliga konsumenter. De ökade klädpriserna orsakade ett ”modeuppror” bland kvinnor som vägrade göra som de blev tillsagda av modeindustrin, och modeindustrin svarade med korsetter och bustier. Faludi hävdar "In every backlash, the fashion industry has produced punitively restrictive clothing and the fashion press has demanded that women wear them" (sid. 173).
De strikta skönhetsidealen under 1980-talet beskrivs också. Bland annat pressen på kvinnor att se unga ut lågt upp i åldrarna och förespråkandet av plastikkirurgi för att uppnå detta.

### Del 3
(Kapitel 9, 10 och 11) Den här delen av boken handlar om det som Faludi kallar för den nya högern och dess familjefrämjande, dock antifeministiska, agenda; President Reagan och tillbakagången av 1970-talets feministiska framsteg under hans regeringstid; mainstream-tänkare och författare som hjälpt till att popularisera och sprida backlashens idéer bland allmänheten. 
Faludi diskuterar den nya högerns avsikter att ”vrida tillbaka klockan till 1954” och deras argument att kvinnors jämställdhet är orsaken till kvinnors missnöje. Hon skissar ut den nya högerns uppkomst och deras attacker mot feminism och Equal Rights Amendment och beskriver hur vissa av de mest politiskt aktiva antifeministiska kvinnorna inom dessa organisationer drar nytta av feministiska idéer om självbestämmande, jämlikhet och valfrihet. 
Feminismen under Reaganadministrationen undersöks och minskningen av kvinnor inom politiska maktpositioner samt nedmonteringen av statliga program ämnade att öka jämställdheten för kvinnor visar att den feministiska utvecklingen gick åt fel håll. En undersökning från slutet av 1980-talet visade att National Organization for Women (NOW) var den politiska organisation som kvinnor ansåg bäst representerade deras politiska åsikter – mer än republikanska eller demokratiska partiet. NOW funderade på att starta ett eget politiskt parti men drog tillbaka idén efter att ha mött ilska och hån från media och pressen.
Faludi profilerar även 9 män och kvinnor, vissa antifeministiska andra neutrala, men alla ”backlashens sändebud” på grund av deras åsikter och positioner inom media: George Gilder, Allan Bloom, Michael och Margarita Levin, Warren Farrell, Robert Bly, Sylvia Ann Hewlett, Betty Friedan, och Carol Gilligan. Faludi erkänner öppet att anledningen till deras inkludering i boken är hennes avsikt att undersöka om det finns mindre uppmärksammade faktorer som kan ha påverkat deras inställning till feministfrågor, allt från arbetsrelaterade problem till familjeproblem.

### Del 4
(Kapitel 12, 13 och 14) Faludis fjärde del hanterar följderna av självhjälpsböcker riktade mot kvinnor; Reaganadministrationens desinformationskampanj gällande kvinnors försämrade situation inom arbetslivet; konservativas försök att motarbeta effekterna av legaliserad abort (Roe vs Wade).
Faludi beskriver hur populärpsykologiska böcker manar kvinnor till att förstå att backlashens reaktioner har sitt ursprung inom de själva. Enligt Faludi så föreslog 80-talets självhjälpsböcker att kvinnors makt låg i att underkasta sig män. 1985 så lade American Psychiatric Association (APA) till PMS och masochistisk personlighetsstörning som diagnoser i DSM och därmed, påstår Fauldi, blev kvinnors varierande hormonnivåer och sociala påtryckningar att vara omhändertagande sjukdomsdiagnoser.
Ett ökande lönegap mellan kvinnor och män och minskande antal tillgängliga jobb och befordringar för kvinnor var faktum som tonades ned eller ignorerades av Reaganadministrationen; samtidigt som media skrev hur företag rapporterade om rekordhöga antal jobb och befordringar för kvinnor. Faludi visar statistiska bevis på minskad jobbstatus och en allt mer könssegregerad arbetskraft med sjunkande kvinnolöner under hela 1980-talet, vilket var det omvända som media rapporterade. Hon beskriver också ett skarpt minskande antal jobbtillfällen för kvinnor inom journalism, säljjobb och mer avancerade arbetaryrken.
I det sista kapitlet berättar Faludi berättelsen om Randall Terry som grundade en abortmotståndsgrupp och diskuterar den outtalade undertexten i rätt-till-livet-kampanjer – maktskiftet inom den sexuella kontrollen och männens minskade makt över familjen. Faludi säger att antalet aborter inte har ökat nämnvärt de senaste 100 åren men att legalisering har förbättrat säkerheten för kvinnor som väljer att göra abort. Hon beskriver de ökade rättigheterna för foster och de minskade rättigheterna för kvinnor under 1970- och 1980-talet och hur minst 15 av USA:s största företag upprättat ”fosterskyddpolicyer” som exkluderar kvinnor, oavsett om de är gravida eller ej, från högavlönade jobb som involverar att utsättas för radioaktiv strålning eller kemikalier.

### Epilog
Faludi avslutar boken genom att föreslå att trots att 1980-talet var ett årtionde som producerade ett långt försök att erodera kvinnors rättigheter så kämpade kvinnor tillbaka. Hon säger att även om det har gjorts periodiska försök att vända kvinnors framsteg så har kvinnor gjort motstånd. Faludi undrar hur effektivt motståndet på 1980-talet har varit och hävdar att kvinnor verkade omedvetna om deras verkliga politiska makt och styrka under decenniet och missade tillfället att ta ett "stort steg framåt".

## Kritik

### Ras, klass och genus
I en recension av Backlash för tidskriften The Nation diskuterar Gayle Greene Faludis dokumentation av fabriksnedläggningar, övergången till en serviceinriktad ekonomi och miljontals förlorade jobb för arbetare. Enligt Greene är Faludis analys relevant inte bara för antifeminism utan även för rasismens pånyttfödelse som båda tenderar att komma från personer som skadats av social och ekonomisk nedgång. Peggy Phelans recension i American Literary History kritiserade bokens innehåll för en övervägande fokus på vit medelklass. Alla exemplen och anekdoter som nämns av Faludi handlar om vita medelklassmänniskor. Alla som intervjuas i boken är vita och personer med annan hudfärg nämns bara som statistiska kategorier.  Hon anklagar Faludi för att glömma ras som statistiskt betydelsefullt och tar inte heller i beaktande eller sammankopplar sexism, ras och homofobi i sin analys. Enligt Phelan är det chockerande att intersektionell analys utelämnas från något som kan beskrivas som ”90-talet feministiska manifest” samt att detta avslöjar att bokens målgrupp samma media som Faludi kritiserar. Mary Eberstadt är kritisk till vad hon uppfattar som hyckleri från Faludi, eftersom hon som Harvardutbildad, framgångsrik kvinna nedlåter låginkomsttagare och arbetarklassen i sina beskrivningar av dem i Backlash.

### Konservativ kritik
Recensenter med en konservativ synvinkel beskrev vad de uppfattade som Faludis stöd till enbart feministfrågor på bekostnad av familjevärderingar. En recension i National Review hävdade att det största hotet mot kvinnor inte är diskriminering på arbetsplatsen utan istället familjens upplösning. En annan konservativ kritiker påpekade att Backlash inte tog upp det faktum att många kvinnor har män och barn. Gloria Steinem föreslog att pratet om familj istället för kvinnofrågor gör kvinnor osynliga och Faludi säger ”Alla familjefrågor är inte kvinnofrågor...de bör ses som människofrågor.” Att blanda ihop feminism och familj förespråkar idén att kvinnor bara existerar när de har make och barn.